# Anne Burke
Pour les articles homonymes, voir Burke.
Anne McGlone Burke, née le 3 février 1944 à Chicago, est une juge à la Cour suprême de l'Illinois de 2006 à 2022.